# Барнет (боро Лондона)
Лондонский боро Ба́рнет (англ. London Borough of Barnet, произношениео файле) — один из 32 лондонских боро, часть исторических графств Мидлсекс и Хартфордшир. Расположен на севере Большого Лондона. Площадь — 86,74 км². Район поделён на 21 избирательный округ.

## История
Район был образован 1 апреля 1965 года объединением районов Мидлсекса Финчли и Хендон и районов Хартфордшира Барнет и Ист-Барнет.

## Население
По данным переписи 2011 года население боро Барнет составляет 357 500 человек, из них 20,8 % составили дети (до 15 лет), 63,7 % лица трудоспособного возраста (от 16 до 64 лет) и 15,5 % лица пожилого возраста (от 65 лет и выше).

### Этнический состав
Основные этнические группы, согласно переписи 2007 года:
64,0 % — белые, в том числе 45,4 % — белые британцы, 2,4 % — белые ирландцы и 16,2 % — другие белые (греки, евреи, итальянцы, австралийцы, новозеландцы);
10,1 % — выходцы из Южной Азии, в том числе 7,8 % — индийцы, 1,7 % — пакистанцы и 0,6 % — бенгальцы;
7,7 % — чёрные, в том числе 5,4 % — чёрные африканцы (нигерийцы, ганцы), 1,3 % — чёрные карибцы (ямайцы) и 1,0 % — другие чёрные;
3,0 % — метисы, в том числе 0,9 % — чёрные карибцы, смешавшиеся с белыми, 1,7 % — азиаты, смешавшиеся с белыми, 0,9 % — чёрные африканцы, смешавшиеся с белыми и 1,4 % — другие метисы;
2,3 % — китайцы;
1,5 % — арабы;
6,2 % — другие азиаты (турки, ливанцы, иракцы, иранцы, афганцы, японцы, корейцы, тайцы, малайцы);
3,4 % — другие (алжирцы, египтяне).

### Религия
Статистические данные по религии в боро на 2011 год:

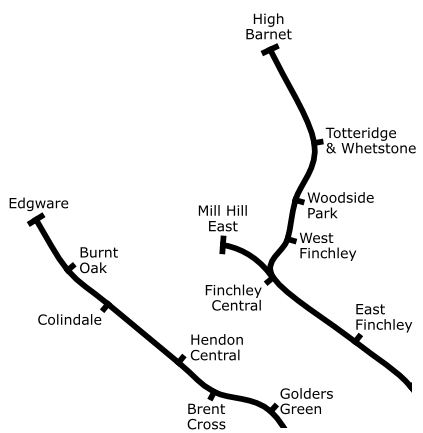
Станции Северной линии в боро Барнет

| Религия      | Барнет % | Лондон % | Англия % |
| ------------ | -------- | -------- | -------- |
| Христианство | 41,2     | 48,4     | 59,4     |
| Иудаизм      | 15,2     | 1,8      | 0,5      |
| Ислам        | 10,3     | 12,4     | 5,0      |
| Индуизм      | 6,2      | 5,0      | 1,5      |
| Буддизм      | 1,3      | 1,0      | 0,5      |
| Сикхизм      | 0,4      | 1,5      | 0,8      |
| Другие       | 1,1      | 0,6      | 0,4      |
| Нет религии  | 16,1     | 20,7     | 24,7     |
| Не указана   | 8,4      | 8,5      | 7,2      |

## Транспорт
По территории боро проходят ветви Северной линии Лондонского метрополитена.

## Спорт
Футбольный клуб «Барнет» базирующийся в боро, выступает в четвёртой по значимости лиге Англии